# Poravnanje krive u pandemiji kovida 19
Poravnanje krive u pandemiji kovida 19 je strategija javnog zdravlja SZO za usporavanje širenja virusa SARS-CoV-2. Trenutno se primenjuje tokom pandemije virusa korona 2019/20, kao najbolja dostupna strategija za usporavanje širenja virusa.
Smanjenje pikova na grafikonu omogućava zdravstvenim radnicima da bolje upravljaju brojem obolelih, kroz pravovremeno preduzimanje preventivnih mera, jer na taj način dobiju više vremena za pripremu zdravstvenog sistema, prihvat obolelih i predlaganje novih odgovarajućih mera.
Grafiku je razvio novinar vizuelnih podataka Rosamund Pearce, na osnovu grafike koja se pojavila u članku Centra za kontrolu i prevenciju bolesti SAD pod nazivom Strategija zajednice za ublažavanje pandemije gripa u Sjedinjenim Američkim Državama u 2017. godini.

## Tumačenje krive
Visina krive je broj potencijalnih slučajeva u nekoj zemlji, dok je duž vodoravne ose „X” prikazan vremenski interval. Crta po sredini predstavlja presek u kome je previše slučajeva u prekratkom vremenu, što nadvlada zdravstveni sistem i zahteva preduzimanje odgovarajućih mera.
Kako se koronavirus i dalje širi svetom, sve više preduzeća upućuje zaposlene da rade od kuće. Javne škole se zatvaraju, sveučilišta održavaju nastavu na mreži, glavni događaji se otkazuju, a institucije kulture zatvaraju vrata. Prekid svakodnevnog života je stvaran i značajan — ali to su i potencijalne životne koristi, kojima se vrši poravnanje krive u pandemiji kovida 19. Zapravo, sve je to deo napora da se uradi ono što epidemiolozi nazivaju poravnanjem krive pandemije, odnosno da se poveća socijalna distanca kako bi se usporilo širenje virusa, odnosno da se ne dobije ogroman skok u broju obolelih odjednom. Ako se to dogodi, ne bi bilo dovoljno bolničkih kreveta ili mehaničkih ventilatora za sve kojima je potrebno, a bolnički sistem jedne zemlje bi bio pretrpan. To se već događa u Italiji. 

Jedan od ova dva scenarija navedena u citatu prikazan je kroz grafički prikaz poravnanja krive u pandemiji u kojem američki bolnički sistem postaje preplavljen pacijentima sa koronavirusom. Međutim, ako se prati kretanje pandemije preko ovog grafičkog prikaza može se odložiti širenje virusa tako da se novi slučajevi ne pojave odjednom, već tokom nedelju ili više nedelja pa i meseci. Tada se sistem može prilagoditi i prihvatiti sve ljude koji će se verovatno razboleti i/ili možda trebati bolničku negu. 

## Podizanje krive
Uporedo sa nastojanjem da se kriva izravna, postoji i potreba za paralelnim naporom da se „podiže kriva“, kroz povećanje kapaciteta i obima usluga zdravstvenog sistema. Kapacitet zdravstvene zaštite mogu se povećati na jedan od sledećih načina:
- nabavkom opreme,

- zapošljavanjem osoblja,

- pružanjem usluga putem telemedicine (za pacijente koji nemaju kovid 19 kako bi se oslobodili kreveti. Manji gradovi i ruralna područja u kojima bolnice i klinike imaju daleko manje kapacitete očajnički trebaju ovu vrstu podrške).

- kućnom negom,

- zdravstvenim obrazovanjem stanaovništva.[13]

Povećanje kapaciteta ne znači samo više maski, kreveta, respiratora ili lekova za 20% slučajeva za koje se očekuje da će zahtevati hospitalizaciju. To takođe znači preusmeravanje resursa u oblasti sa najmanje resursa, obuku više osoblja za rad na intenzivnoj intenzivnoj nezi.
Podizanje krive zahteva izuzetno brzu mobilizaciju resursa (ljudi, novac i oprema), domišljatost i fleksibilnost, kao i stručno i kvalitetno vođstvo i koordinaciju.
Podizanje linije ima za cilj da obezbedi adekvatnu medicinsku opremu i zalihe za što veži broj pacijenata.

## Spoljašnje veze
- (jezik: engleski)

|  | Molimo Vas, obratite pažnju na važno upozorenje u vezi sa temama iz oblasti medicine (zdravlja). |